# 蔣華秀
蔣華秀，浙江奉化人，蔣介石異母兄蔣介卿女兒，夫為桂系軍閥人馬韋永成。

## 生平
蔣介卿與繼室單氏所生，幼年喪父，由母親撫養長大，是蔣介石唯一的親姪女，深得蔣介石寵愛，被稱為「國民公主」。
畢業於浙江大學，經安徽省民政廳會計主任徐祖銘的妻子章競平介紹，與桂系軍閥李宗仁、白崇禧的少壯派紅人韋永成相戀。蔣介石起初反對欲拆散鴛鴦，經太太宋美齡勸阻才同意婚事，宋美齡並且親自為二人在重慶主婚。
1942年秋，蔣華秀在安徽省立煌縣開辦的「立煌中正小學」隆重開學，她既是校長，又是教員，為大別山區早期的教育事業作出了積極貢獻。
國共內戰期間，隨國民政府到台灣，蔣介石家族聚會也常邀請華秀一家參與。
1980年代中期，蔣華秀與韋永成，原擬到美國探望養女，卻不獲她的堂兄總統蔣經國批准，被迫繼續留在台北。
1990年清明節，蔣華秀回到奉化祭祖，是蔣家第二代少有曾返回大陸的成員。

## 經歷
臺北市私立靜心高級中學校長 (1953-1973)。

## 相關連結
- 臺北市私立靜心高級中學官方網站